# Essex (grofovija)
Essex (eng. izgovor /ˈɛsɨks/) je nemetropolitanska, ceremonijalna i matična grofovija na jugoistoku Engleske. Administrativni centar je Chelmsford. Cijela grofovija ima 1 832 752 ljudi prema podatcima iz polovine 2019.godine.

## Etimologija toponina
Prema staroengleskom jeziku naziv dolazi od East-Seaxe "Istočni Saksonci", koji su u 7. stoljeću imali tamošnje kraljevstvo Essex.
Riječ Saxon nastaje od kasno-latinskog izraza Saxonem (nominativ Saxo, također od francuskog Saxon, španjolskog Sajon, talijanskog Sassone), obično se nalazi u množini Saxones, vjerojatno iz starovisokonjemačkog jezika Sahsun- "Saxon", koji se tradicionalno smatra doslovce "ratnikom s noževima" (usporedi staroengleski Seax, starofrizijski, staronorveški "sax" nož, kratki mač, bode; također, prema germanskoj mitologiji na starovisokonjemačkom jeziku Saxnot ili Seaxnēat - nacionalno božanstvo, dok iz protogermanskog  sahsa, ima značenje "nož", iz korijena sek - "rezati".
Korelaciji s modernom njemačkom državom Saskom (njemački Sachsen, francuski La Saxe) svjedoče nazivi iz 1630-ih. Saxon je korijen za --sex u Essexu, Sussexu itd. (usporedi Middlesex, iz staroengleskog Middel-Seaxe "Middle Saxons"). Bede je razlikovao Anglosaksonce, koji su osvojili veći dio južne Britanije, od "Starih Saxona", koji su ostali živjeti u germanskim dijelovima Europe.

## Geografija
Ukupna površina grofovije je 3670 km2 dok je teritorij administrativnih jedinica 3465 km2. Na jugozapadu Essex graniči s Velikim Londonom, na zapadu s Hertfordshirom, na sjeveru s Cambridgeshirom i Suffolkom, a na jugu s Kentom.
U jugozapadnom dijelu Essexa nalazi se stara šuma Epping (Epping Forest), koja se prvi put pod tim imenom spominje u 17. stoljeću, te je istim imenom nazvan jedan od današnjih okruga grofovije.

## Povijest

### Rimska osvajanja
Cijeli prostor koji Essex trenutno zauzima naseljavalo je keltsko pleme Trinovantes prije dolaska Rimljana. Godine 55. pr. Kr. stalne svađe i povremeni sukobi između njih i njihovih susjeda, Rimljani su pod vodstom Cezara iskoristili kao izgovor za invaziju u korist Trinovantesa. 49. pr. Kr. Kada je 43. AD godine došlo do ponovne invazije pod vodstvom cara Klaudija, Trinovanti su postali saveznici Rimljana. To je dovelo do toga da je grad Camulodun (moderni Colchester) prešao iz ruku Trinovanta u ruke Rimljana i postao glavni grad rimske Britanije. Nakon toga, Trinovanti su se pridružili plemenu Iceni u borbi protiv Rimljana.
Camulodunum (/ˌkæmjʊloʊˈdjuːnəm, ˌKæmʊloʊˈduːnəm /; latinski: Camvlodvnvm), je antičko rimsko ime za današnji Colchester u Essexu koji je bio važan grad u rimskoj Britaniji i prvi glavni grad pokrajine.

### Anglosaksonski period
527. godine anglosaksonski kralj Ashwin osnovao je kraljevinu Istočnu Seaxu, zauzimajući teritorije sjeverno od Temze i istočno od rijeke Lea. 825. godine Essex je postao dio Wessexa, a kasnije, 878. – 890., nakon sporazuma iz Weldmora, postaje dio Kraljevine Istočne Anglije. 991. godine dogodila se bitka u Essexu u blizini grada Maldon, u kojoj su Anglosaksonci pretrpjeli teški poraz od Vikinga i u čiju je čast napisana poema "Bitka kod Maldona".

### Normansko osvajanje
Godine 1066. došlo je do normanskog osvajanja Engleske. Osvojivši Englesku, kralj Vilim I. se na nekoliko mjeseci smjestio u opatiji Barking, drevnom ženskom samostanu, sve dok se u gradu nisu stekli uvjeti za uspostavu sigurnog uporišta, koje je na kraju postalo zamkom Tower of London. Tijekom perioda provedenog u Barkingu, Vilimu su se podčinjavali neki od vodećih engleskih plemića i na taj način priznavali njegov autoritet. Od samoga dolaska u Englesku osvajači su bili organizirani i pristupili su izgradnji brojnih dvoraca u okrugu novonastalog Towera u cilju zaštite novopridošle elite koja je sve vrijeme bila okružena neprijateljskim domicilnim stanovništvom. Značajniji dvorci su bili Colchester, Hedingham, Rayleigh a građeni su i na drugim mjestima. Iako se nalazi u relativnoj blizini, dvorac Hadleigh izgrađen je mnogo kasnije, u vrijeme kralja Henrika III. u trinaestom stoljeću.

Vilim Osvajač bio je veliki ljubitelj lova i uspostavio je sustav zakona za zaštitu šuma. To je djelovalo izvan uobičajenih zakona i služilo je zaštiti životinja i divljači u njihovom prirodnom šumskom staništu od uništenja. Šuma Essex (the Forest of Essex) ustanovljena je kao Kraljevska šuma. Šuma je pokrivala velike dijelove grofovije; međutim, važno je napomenuti da je u to vrijeme pojam Šuma bio pravni pojam koji je, u ovoj fazi, imao slabu korelaciju između šume i zajedničkog dobra. Stoga je većina Šume Essex u to vrijeme bila poljoprivredno zemljište. Prirodoslovac Oliver Rackham izvršio je analizu Knjige Sudnjeg dana za Essex i uspio je procijeniti da je 1086. godine 20% grofovije bilo pošumljeno, što je rapidno opadalo s povećanjem broja stanovnika. Taj pritisak je popustio 1348./1349., prilikom ozbiljne depopulacije uzrokovane Crnom smrću što je donijelo relativnu stabilnost na nivou opstanka i prirodnog obnavljanja šumskog pokrivača u Essexu i drugdje.
1327. kralj Engleske Eduard III. potvrdio je Povelju o Šumama uklanjajući većinu dijelova okruga iz Zakona o Šumama, čime je okončao Vilimovu Šumu Essex kao takvu. Zakon o šumama se od tada primjenjivao samo na kraljevska vlastelinstva i jako šumovita područja na jugozapadu Essexa.

### Period Tudora
Između 1536. i 1541. godine Henrik VIII. raspušta samostane u Engleskoj, Walesu i Irskoj, a prelat opatije sv. Ivana u Colchesteru Thomas Marshall je pogubljen, a od crkve je do danas ostala samo ulazna građevina.
 
Henrikova kći i nasljednica trona Elizabeta I. tijekom svoje duge vladavine suočavala se s mnogim izazovima - od Marije I., škotske kraljice, do španjolske armade. Bila je oprezan vladar koja je pažljivo djelovala kako bi očuvala sigurnost Engleske.
Jedan od izazova bila je, u konačnici neuspješna pobuna koju je 1601. godine vodio Robert Devereux (1565. – 1601.),  protiv kraljice Elizabete I. i dvorske frakcije koju je vodio Sir Robert Cecil (1563. – 1612.), kako bi stekao veći utjecaj na dvoru. Inicijator pobune bio je Robert Devereux koji je bio jedan od najbližih Elizabetinih savjetnika. Očito nezadovoljan njezinim odnosom prema njemu, jer je Elizabeta dva puta promovirala svog savjetnika Cecila umjesto grofa od Essexa koji je, umjesto priželjkivane promocije, bio poslan u Irsku da ratuje protiv pobunjenika u devetogodišnjem ratu (1593. – 1603.). Suprotno naredbama, Devereux je sklopio mir s pobunjenicima čime se direktno suprotstavio Elizabetinim naredbama i autoritetu. Nakon toga mu je bio zabranjen dolazak na dvor i osuđen je na smrt radi izdaje.

### Viktorijanski period
Velik udio u razvoju grofovije Essex imala je željeznica. Do 1843. 'Željeznice Istočnih Grofovija' (Eastern Counties Railway) povezale su željezničku postaju Bishopsgate u Londonu s Brentwoodom i Colchesterom.
Okružna vijeća stvorena su u Engleskoj 1889. godine. Okružno vijeće Essexa bilo je sa sjedištem u Chelmsfordu, iako se sastajalo u Londonu sve do 1938. godine. Njegova kontrola nije pokrivala cijelu grofoviju. Londonsko predgrađe West Ham, a kasnije East Ham i odmaralište Southend-on-Sea postali su grofovijski okruzi, ali neovisni o kontroli grofovijskog vijeća.

## Moderno doba
Velik dio Essexa zaštićen je od razvoja u blizini granice s Velikim Londonom i čini dio gradskog zelenog pojasa (Metropolitan Green Belt). 1949. godine stvoreni su novi gradovi Harlow u blizini granice s Hertfordshirom i Basildon. Ovi razvojni projekti trebali su riješiti kronični nedostatak stanova u Londonu, ali nisu trebali postati gradovi koji, u privrednom smislu, nisu samoodrživi, već se nadalo da će gradovi stvoriti svoje gospodarstvo koje bi bilo neovisno o glavnom gradu. Željeznička stanica u Basildonu, s izravnom vezom do Londona, otvorena je tek 1974. godine i to nakon učestalih pritisaka njegovih stanovnika.

Essex je postao dijelom Ureda vladinog ureda Istočne Engleske 1994. godine i statistički se računao kao dio te regije od 1999. godine, dok je prethodno bio dio regije Jugoistočne Engleske.
1998. općine Thurrock i Southend-on-Sea dobile su status unitarne uprave i prestale su biti pod nadzorom grofovijskog vijeća, ali su i dalje ostale dijelom ceremonijalne grofovije.

## Galerija
- Dvorac Hedingham.
- Dvorac Colchester.
- Dvorac Colchester
- Most kraljice Elizabete II. premoštava Temzu od West Thurrocka u Essexu do Dartforda u Kentu.
- Bow Creek spaja se s Limehouse Cut i pogled na londonske Docklandse.
- Pogled iz zraka na Southend - on - Sea